# San Pablo Valdeluz Complutense
El Club de Hockey SPV Complutense és un club esportiu de la ciutat de San Sebastián de los Reyes, destacant en la pràctica de l'hoquei sobre herba.

## Història
El club va néixer l'any 1965 a l'escola San Pablo de l'Orde de Sant Agustí. Posteriorment, el 1968 es trasllada al nord de Madrid amb el nom d'Escola Valdeluz. En aquest moment comença a competir amb el nom San Pablo Valdeluz. El 1975 es fusionà amb el club CUDE, que jugava a primera divisió. La temporada 1996-97 l'equip femení adoptà el nom SPV 51. El 1999 es fusionà amb el Club de Hockey Complutense i adquirí el nom SPV Complutense.

## Palmarès
Font:
Equip femení
- Lliga espanyola d'hoquei herba femenina: 1996, 2016, 2022
- Copa espanyola d'hoquei herba femenina: 1993, 1996, 1997, 2013